# Morana mahadewa
Espèce
Morana mahadewa est une espèce de coléoptères de la famille des Staphylinidae et de la sous-famille des Pselaphinae.

## Répartition et habitat
Cette espèce est décrite de Bali, en Indonésie.